# Esturgeon d'Europe
Acipenser sturio
Espèce
Statut de conservation UICN

 CR A2cde; B2ab(ii,iii,v) : 
En danger critique
Statut CITES
L’Esturgeon d'Europe (Acipenser sturio,) est une espèce de poissons de la famille des Acipenseridae. Il s'agit du plus grand poisson migrateur anadrome de France.
Il a connu une forte régression qui l'a conduit au bord de l'extinction. Il fait depuis 2007 l'objet d'un plan de restauration (avec réintroductions d'alevins) en France (Garonne) et en Roumanie (Danube), mais il est toujours, en 2020, en danger critique d'extinction.

## Description
Ce poisson longiligne a un museau doté de barbillons sensitifs, se terminant par une longue pointe. Les nageoires dorsales sont situées très en arrière du corps, qui comporte cinq rangées longitudinales de grosses plaques osseuses. Le ventre est jaunâtre et le dos gris cendré à gris-brun
L'adulte mesure de un à deux mètres de long (pouvant exceptionnellement aller jusqu'à 6 m ) et pèse environ 300 kg (voire jusqu'à 500 kg). Il peut vivre plus de 80 ans avec une maturité sexuelle tardive, qui intervient au bout de dix années pour les mâles et de treize années pour les femelles.

## Régime alimentaire
Les esturgeons se nourrissent d’animaux benthiques et principalement d’invertébrés. En eau douce, ils s’alimentent de vers, de larves d’insectes et de crustacés ; en eau saumâtre, de vers et de crustacés ; en eau de mer, essentiellement de vers. Ils leur arrivent aussi de se nourrir de poissons morts sur le fond ainsi que des appâts utilisés par les pêcheurs de carpes.

## Reproduction

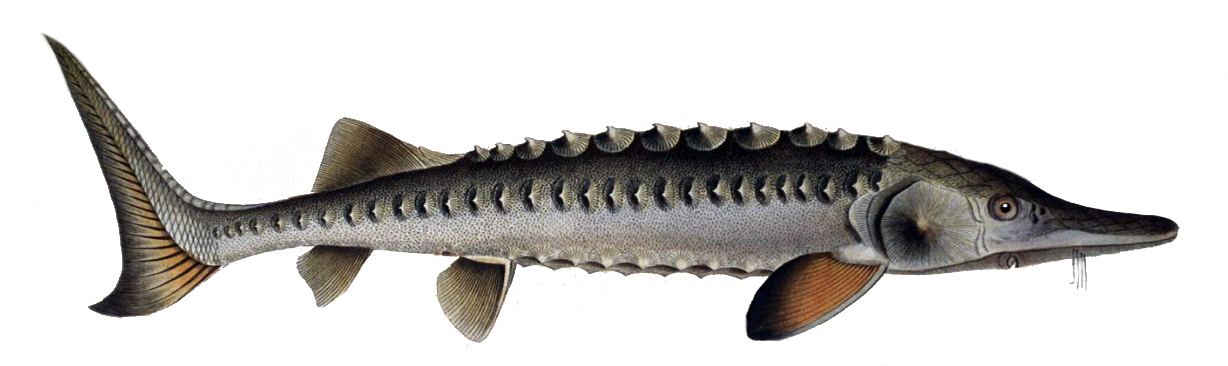
Esturgeon d'Europe.

L'esturgeon est amphihalin et « potamotoque », c'est-à-dire qu'il vit en mer mais effectue sa reproduction en eau douce ainsi qu'une partie de sa croissance. Quand il est encore jeune, il descend le fleuve pour vivre dans l'estuaire, puis sur la côte. Plus il vieillit et plus il s'éloignera des côtes, mais en restant près du fond.
La reproduction naturelle a lieu de mai à juillet dans le cours moyen des fleuves sur le fond des graviers. Les adultes qui vivent dans les eaux littorales commencent à remonter le fleuve en avril. La femelle, chargée d’œufs, rase le fond. Elle s’aide du flux montant et pond en plusieurs fois, sur un emplacement profond et graveleux, entre 300.000 et deux millions d’œufs. Les mâles répandent ensuite leur semence à proximité. Vifs et alertes, ils sont capables de sauter par-dessus les filets et défendent leurs œufs contre les prédateurs,.
Les frayères sont toujours caillouteuses et bien oxygénées. La profondeur (5 à 10 m) est généralement d'autant plus importante que la turbidité de l’eau est faible. La température de l’eau est de 13 à 16 °C, et le courant vif (5 km/h). Si le courant est trop faible, les œufs s’agglutinent et si le courant est trop fort, les œufs sont entraînés.
Le temps d’incubation dépend de la température. À 14 °C, l’éclosion des œufs survient environ six jours après leur fécondation.

## Cycle biologique

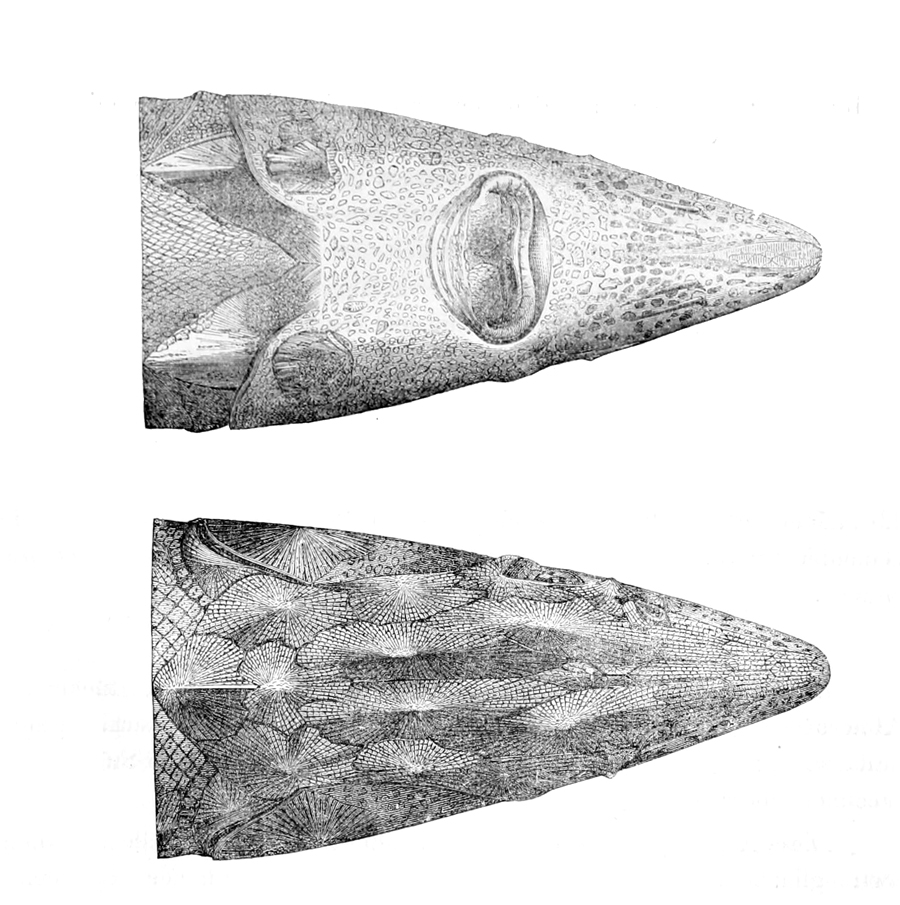
Détail de la tête.

Le cycle de développement de cette espèce anadrome se caractérise par l'existence de deux migrations concernant les adultes et les juvéniles.

### Phase juvénile dulçaquicole
Après leur éclosion, les alevins qui mesurent environ 7 mm de long, demeurent sur les sites de frai jusqu'en décembre. Leur sac vitellin est de grande taille et richement vascularisé. À partir du dixième jour, les alevins commencent à chercher des proies benthiques, comme les larves d’insectes tels les Chironomidés (« vers de vase ») qu'elles détectent notamment par olfaction. Ils descendent ensuite progressivement vers la mer. L'alimentation et le comportement des juvéniles en eau douce sont encore très mal connus. Leur régime serait essentiellement constitué de macro-invertébrés comme les Oligochètes (vers de la famille du lombric) et les larves aquatiques d'insectes.

### Phase juvénile estuarienne
À partir d'avril, pour une raison inconnue, les juvéniles et immatures remontent les eaux estuariennes et y demeurent jusqu'en septembre. Cette zone de migration est caractérisée par des profondeurs supérieures à cinq mètres, des fonds sableux et une température de l'eau proche de 20 °C.
En Gironde, cette migration était jadis appelée « mouvée de la Saint-Jean ».

### Phase (sub)adulte marine
Durant l'hiver, les adultes et les immatures occupent les abords immédiats de l'estuaire, sur le plateau continental. Les individus les plus jeunes restent dans un rayon de 10 à 30 km autour de l'embouchure, alors que les adultes les plus âgés peuvent s'en éloigner de plus de 100 kilomètres. Cette zone est caractérisée par des fonds sableux de 20 à 80 m.

### Phase reproductive dulçaquicole
Dès avril, les géniteurs remontent le fleuve pour s'y reproduire. Selon leur position géographique, les frayères sont occupées de début mai à fin juin.

## Détermination de l’âge
Les esturgeons ne possédant pas d'écailles et la lecture de leurs denticules épais et opaques étant difficile, on détermine couramment leur âge en observant à la loupe binoculaire une coupe mince du premier rayon des nageoires pectorales. Cependant, cette technique atrophie la nageoire pectorale, ce qui peut déséquilibrer le poisson.
L’interprétation, fondée sur le postulat de proportionnalité entre la croissance de la pièce osseuse et celle du poisson (loi de LEA), peut être délicate pour les raisons suivantes :
- étalement de la période de reproduction annuelle chez les espèces univoltines (une génération par an) ;
- nombre de générations annuelles chez les espèces pluri-voltines ;
- méconnaissance de la date d’éclosion du poisson par rapport à sa capture ;
- méconnaissance de l’histoire du poisson que l’on détient : les structures osseuses peuvent aussi bien transcrire des épisodes de stress, des variations d’alimentation, des perturbations métaboliques — migration, métamorphose, etc. — que des rythmes saisonniers.

## Répartition géographique et habitat
L'aire de distribution d’Acipenser sturio était jadis très vaste. On considère généralement qu'il était présent de la Norvège à la Géorgie en passant par la mer du Nord, la côte atlantique de l'Europe occidentale et les côtes septentrionales de la Méditerranée et de la mer Noire. Mais victime de la surexploitation par surpêche et probablement aussi de la pollution, il ne se rencontre plus que très sporadiquement dans le Golfe de Gascogne et le dernier estuaire atlantique dans lequel une reproduction naturelle est encore observée est celui de la Gironde en France.
Migrateur, l'esturgeon fréquente les eaux littorales et les estuaires. L'Esturgeon d'Europe se rencontrait aussi dans le Danube jusque dans les années 1960 et autrefois il aurait sillonné le Rhin.

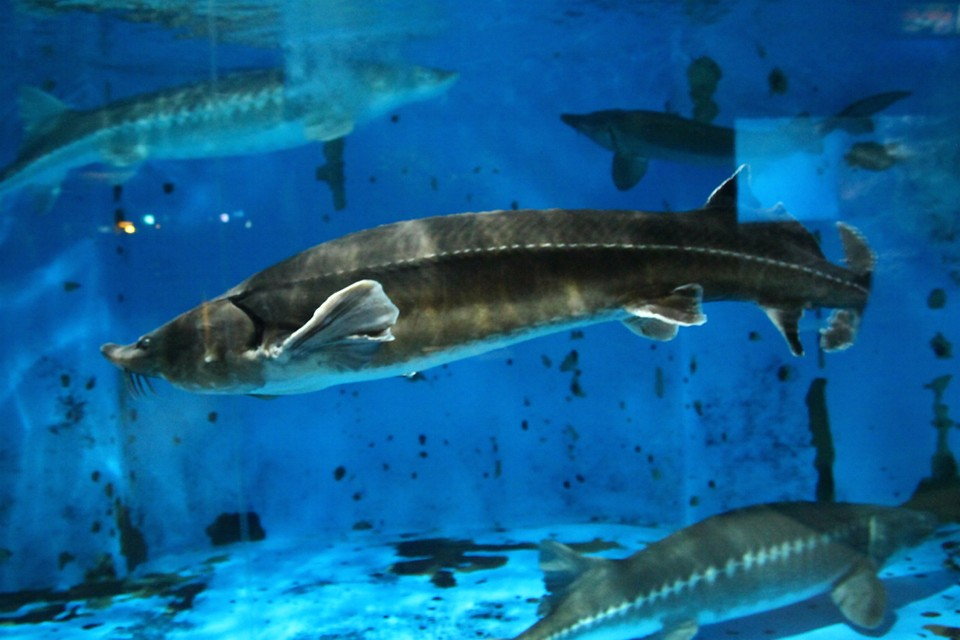
Esturgeon d'Europe en aquarium.

Cependant, de récentes analyses morphologiques puis génétiques sur des sub-fossiles d'esturgeons vieux de plusieurs milliers d'années à seulement quelques siècles, qui vivaient dans les eaux européennes, ont montré qu’Acipenser sturio n'était pas la seule espèce autrefois présente en Europe occidentale. Les sub-fossiles du bassin de la mer du Nord et de la mer Baltique, et des fleuves tributaires (comme l'Elbe), ont montré que c'était l'Esturgeon noir (ou Esturgeon atlantique, Acipenser oxyrinchus) qui peuplait l'Europe du Nord jusqu'au Moyen Âge, et non l'Esturgeon d'Europe (Acipenser sturio) comme on le pensait auparavant. À ce jour, aucune preuve de la présence ancienne d’Acipenser sturio dans le bassin de la mer du Nord n'a été trouvée. Or Acipenser oxyrinchus était considéré jusqu'à récemment comme une espèce quasi exclusivement américaine, car il a disparu de la mer du Nord depuis assez longtemps, bien qu'une population que l'on croyait isolée (et presque disparue) a subsisté dans la mer Baltique. Cette donnée est d'importance, car les esturgeons ont été une source alimentaire non négligeable dans le bassin de la mer du Nord au Moyen Âge. Sur les côtes françaises, les deux espèces semblent avoir localement cohabité depuis la préhistoire. Ces données prennent de l'importance dans le cadre des plans de réintroduction des esturgeons dans les bassins où ils ont disparu. Les facteurs écologiques qui ont départagé les aires de distribution des deux espèces en Europe sont encore mal compris.

## Utilisation
Il était très recherché au début du XXe siècle pour la fabrication du caviar, constitué d'œufs d'esturgeon.

## Protection
L'Esturgeon européen est protégé par la loi depuis 1982. C'est l'espèce de poissons la plus menacée d'Europe. Il ne resterait plus que quelques centaines d'individus. Sa dernière reproduction date de 1994 dans le bassin versant Gironde-Garonne-Dordogne. Les causes de sa disparition sont la surpêche, les barrages et la pollution. Deux centres de recherche travaillent actuellement sur cette espèce, INRAE (anciennement Cemagref puis Irstea) et l'IGB (Institut de recherche sur l'eau douce de Berlin). L'enjeu des recherches menée à la station expérimentale de Saint Seurin sur l'Ile depuis 1980 a été notamment de maîtriser la reproduction de l'espèce au laboratoire pour ensuite repeupler les habitats d'eau douce grâce au relâcher des alevins.  Depuis 2007, la station maîtrise la reproduction artificielle de l’espèce à partir d’individus sauvages et d’individus élevés en captivité. Au total en 2023, plus d’1,5 million de jeunes esturgeons ont pu être relâchés dans le milieu naturel, permettant le repeuplement dans la Gironde, sa réintroduction dans l’Elbe (Allemagne) et une meilleure connaissance de l’espèce par le suivi des spécimens relâchés. L'histoire de ces travaux est retracée dans la bande dessinée Sturio réalisée en 2024 par un graphiste animalier sous le pilotage scientifique d'une chargée de recherche d'INRAE.
Un premier plan national d’actions pour l’Esturgeon européen a été validé en France et mis en œuvre de 2011 à 2015 et prolongé jusqu'à 2019. Un second plan lui a fait suite en 2020 pour une durée de 10 ans. 